# Västerfärnebo
Västerfärnebo uttal (fil) är en tätort i Västerfärnebo distrikt i Sala kommun, Västmanlands län och kyrkbyn i Västerfärnebo socken, Västmanland.

## Samhället

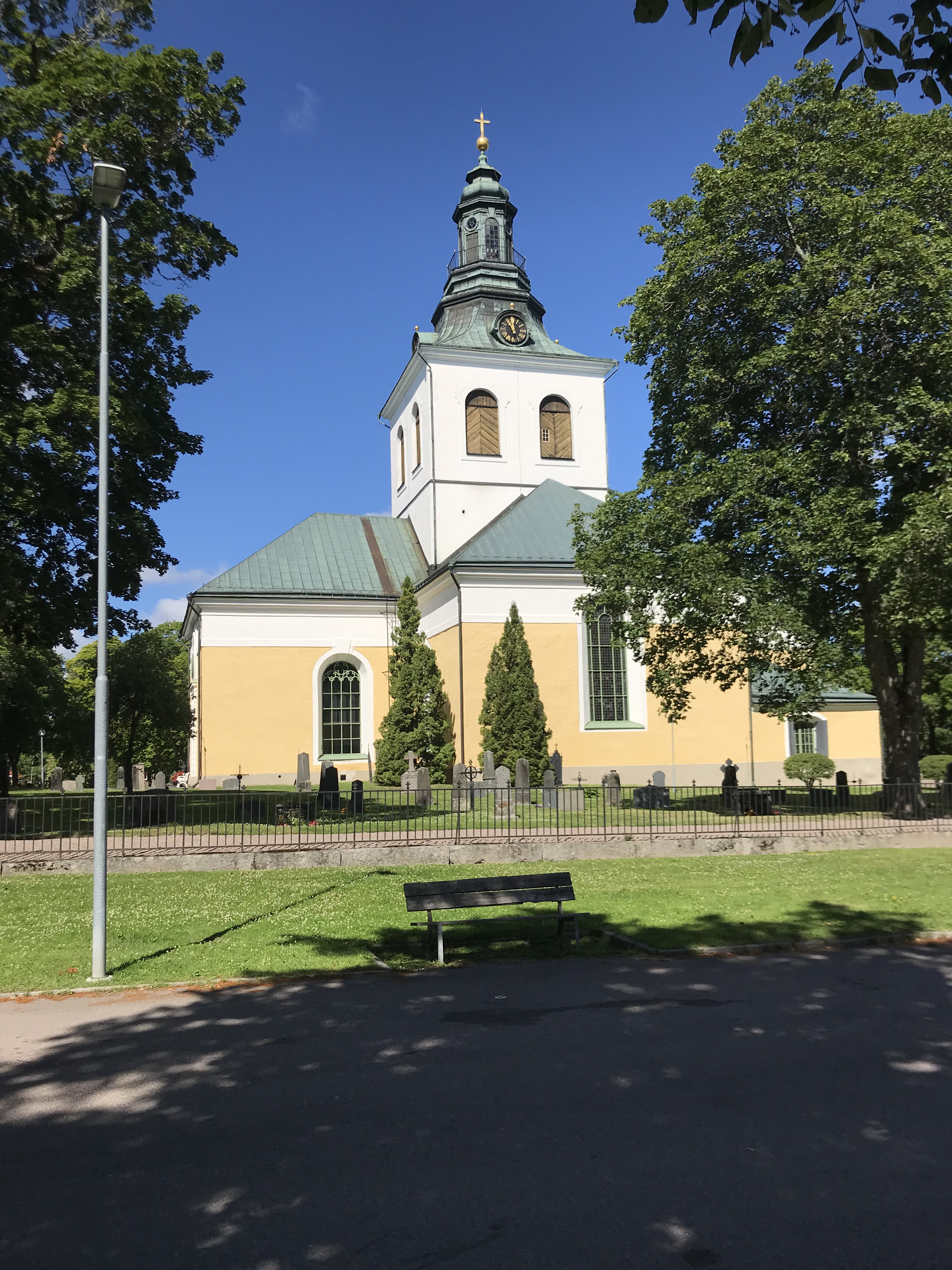
Västerfärnebo kyrka, 2020

I Västerfärnebo finns en pizzeria, ett café, en närlivsbutik, en skola (F-6) samt Västerfärnebo kyrka. 
Västerfärnebo med omnejd drar varje vår till sig tusentals sångsvanar och andra flyttfåglar.

## Historia
Området kring samhället har varit bebott ända sedan stenåldern och trakten är ett av de områden i Sverige där man har hittat flest stenåldersyxor. Under Gustav Vasas strider mot danskarna stod flera slag i området runt Västerfärnebo.

### Befolkningsutveckling
| Befolkningsutvecklingen i Västerfärnebo 1950–2020 | Befolkningsutvecklingen i Västerfärnebo 1950–2020 | Befolkningsutvecklingen i Västerfärnebo 1950–2020 | Befolkningsutvecklingen i Västerfärnebo 1950–2020 | Befolkningsutvecklingen i Västerfärnebo 1950–2020 |
| ------------------------------------------------- | ------------------------------------------------- | ------------------------------------------------- | ------------------------------------------------- | ------------------------------------------------- |
|                                                   |                                                   |                                                   |                                                   |                                                   |
| År                                                |                                                   |                                                   | Folkmängd                                         | Areal (ha)                                        |
| 1950                                              | 1950                                              |                                                   | 285                                               |                                                   |
| 1960                                              | 1960                                              |                                                   | 264                                               |                                                   |
| 1965                                              | 1965                                              |                                                   | 285                                               |                                                   |
| 1970                                              | 1970                                              |                                                   | 432                                               |                                                   |
| 1975                                              | 1975                                              |                                                   | 424                                               |                                                   |
| 1980                                              | 1980                                              |                                                   | 447                                               |                                                   |
| 1990                                              | 1990                                              |                                                   | 484                                               | 96                                                |
| 1995                                              | 1995                                              |                                                   | 524                                               | 97                                                |
| 2000                                              | 2000                                              |                                                   | 482                                               | 97                                                |
| 2005                                              | 2005                                              |                                                   | 472                                               | 97                                                |
| 2010                                              | 2010                                              |                                                   | 477                                               | 96                                                |
| 2015                                              | 2015                                              |                                                   | 533                                               | 105                                               |
| 2020                                              | 2020                                              |                                                   | 518                                               | 104                                               |
|                                                   |                                                   |                                                   |                                                   |                                                   |

## Evenemang
I Västerfärnebo anordnas årligen en dragspelsstämma och en istölt.
Konst- och hantverksrundan hålls andra helgen i augusti.

## Föreningar
Bland föreningarna i Västerfärnebo märks Färnbo byalag, Svartådalens bygdeutveckling, Västerfärnebo AIK, en dragspelsklubb och en hembygdsförening.